# مدئین
مدلین (اسپانیایی: Medellín‎;تلفظ اسپانیایی: [meðeˈʝin]) دومین شهر بزرگ کلمبیا است. جمعیت مدئین در سال ۲۰۱۲ میلادی ۲٫۷ میلیون نفر تخمین زده شده‌بود. این شهر در نزدیکی رشته کوه آند قرار دارد و مرکز بخش انتیوکیا است.
شهر مدئین خاستگاه پابلو اسکوبار و کارتل مدئین بود.

## مترو
متروی مدلین در سال ۱۹۹۵ تأسیس شده و هم‌اکنون دارای ۲ خط و ۲۷ ایستگاه می‌باشد.

## آموزش
دانشگاه آنتیوکوئیا در این شهر واقع است.

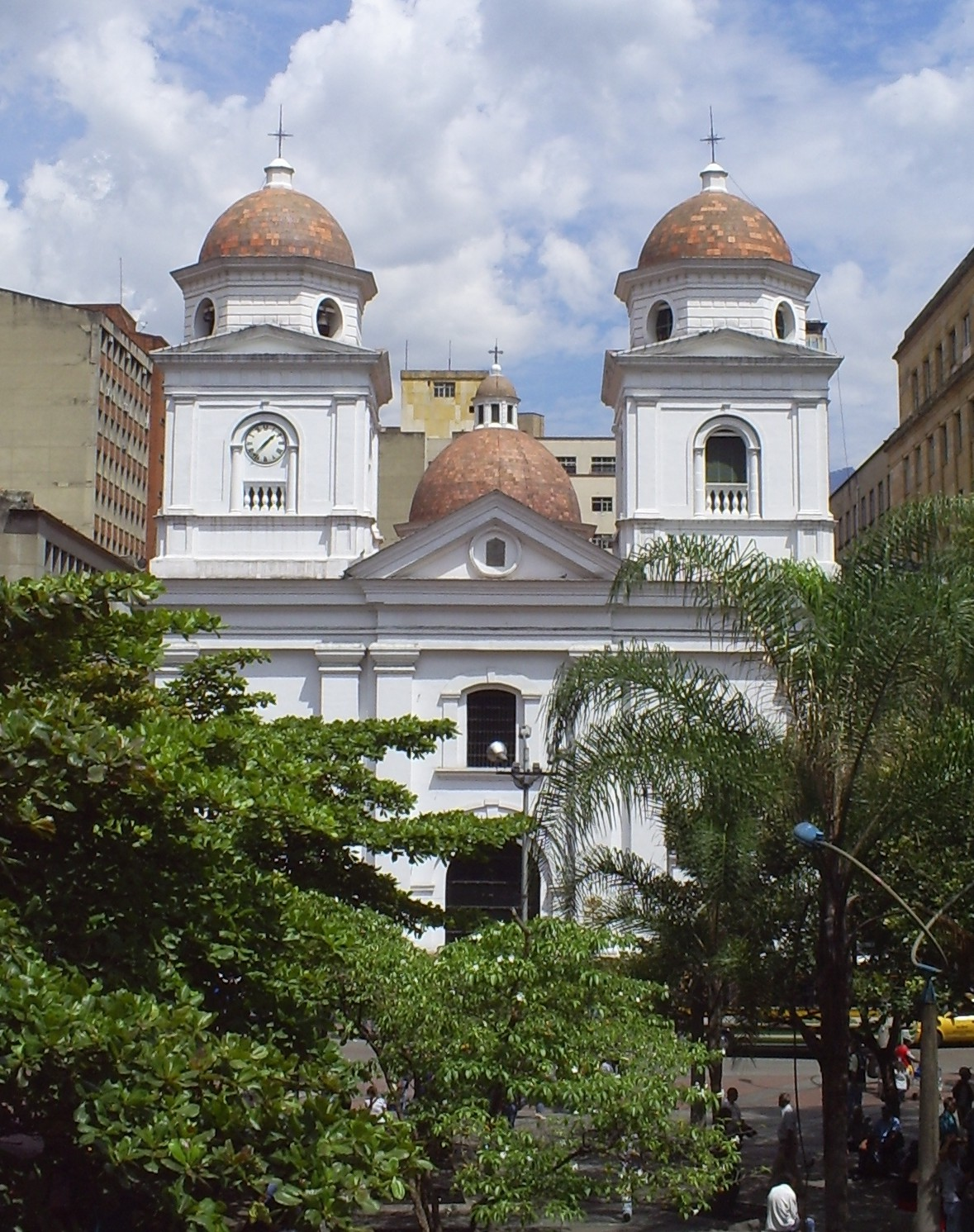
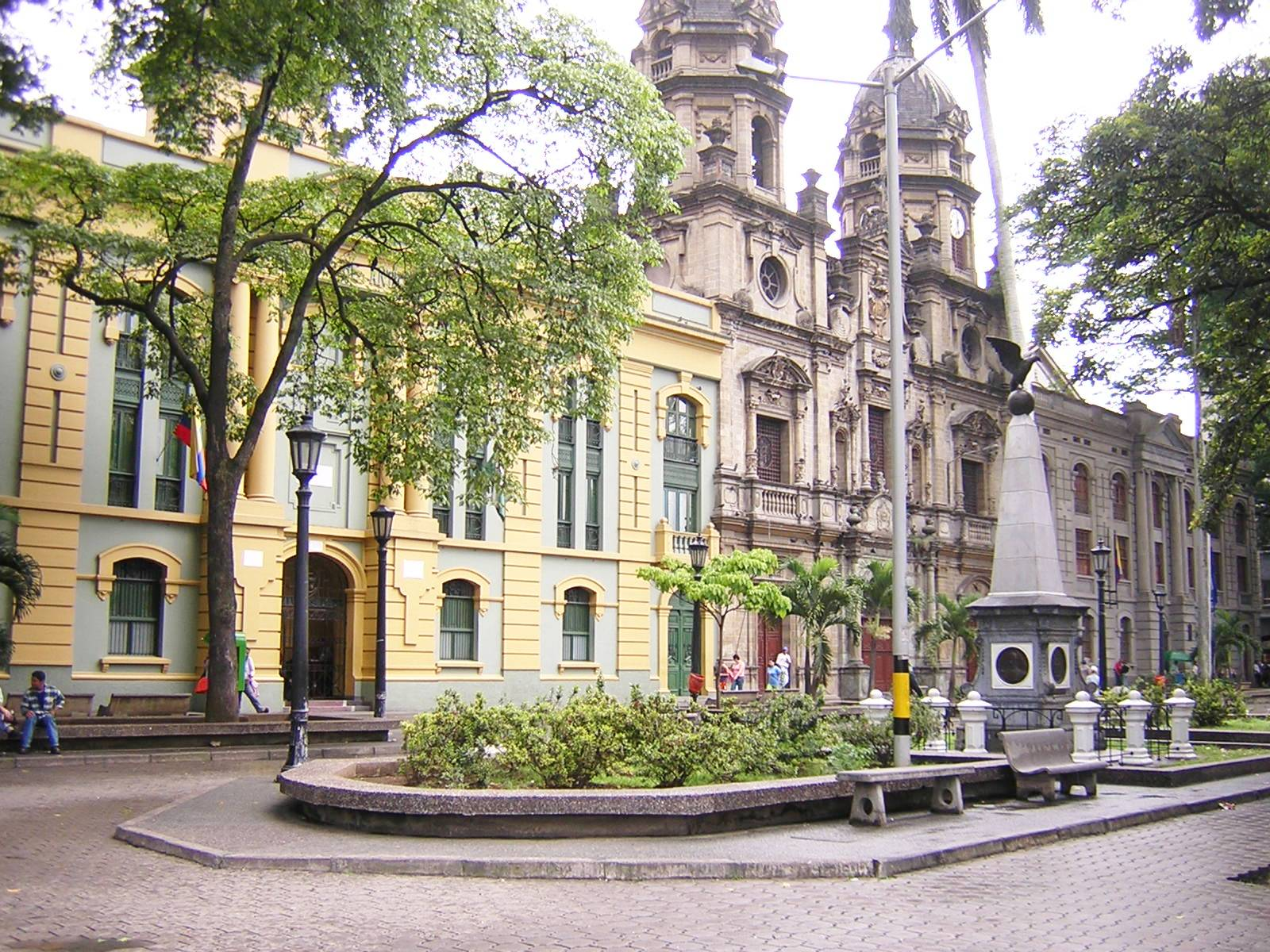
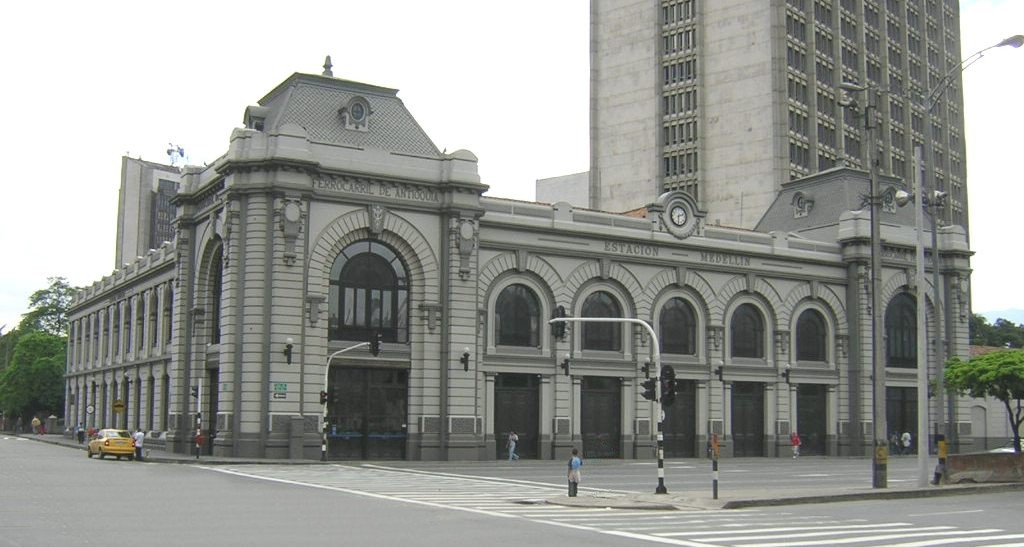
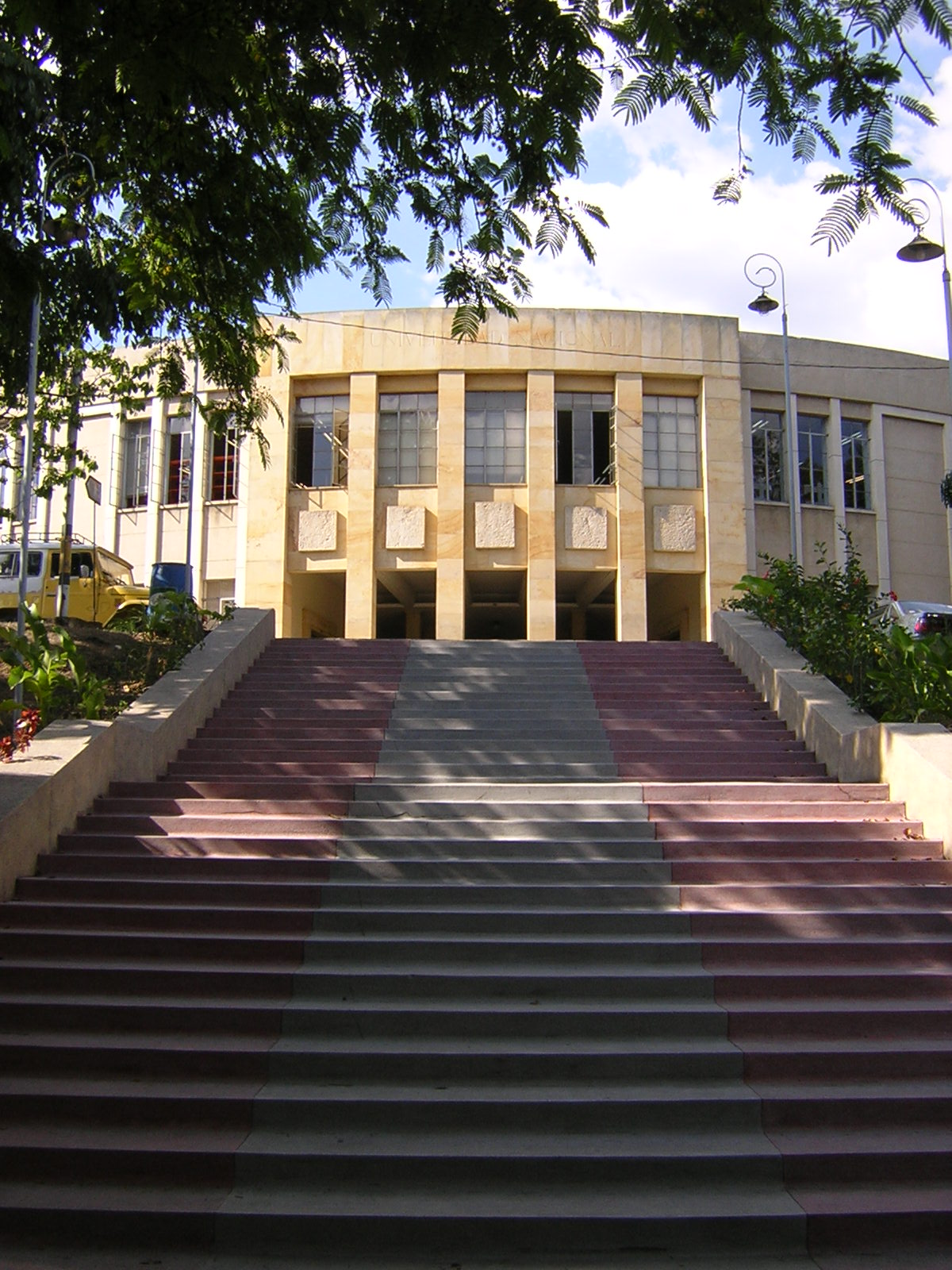
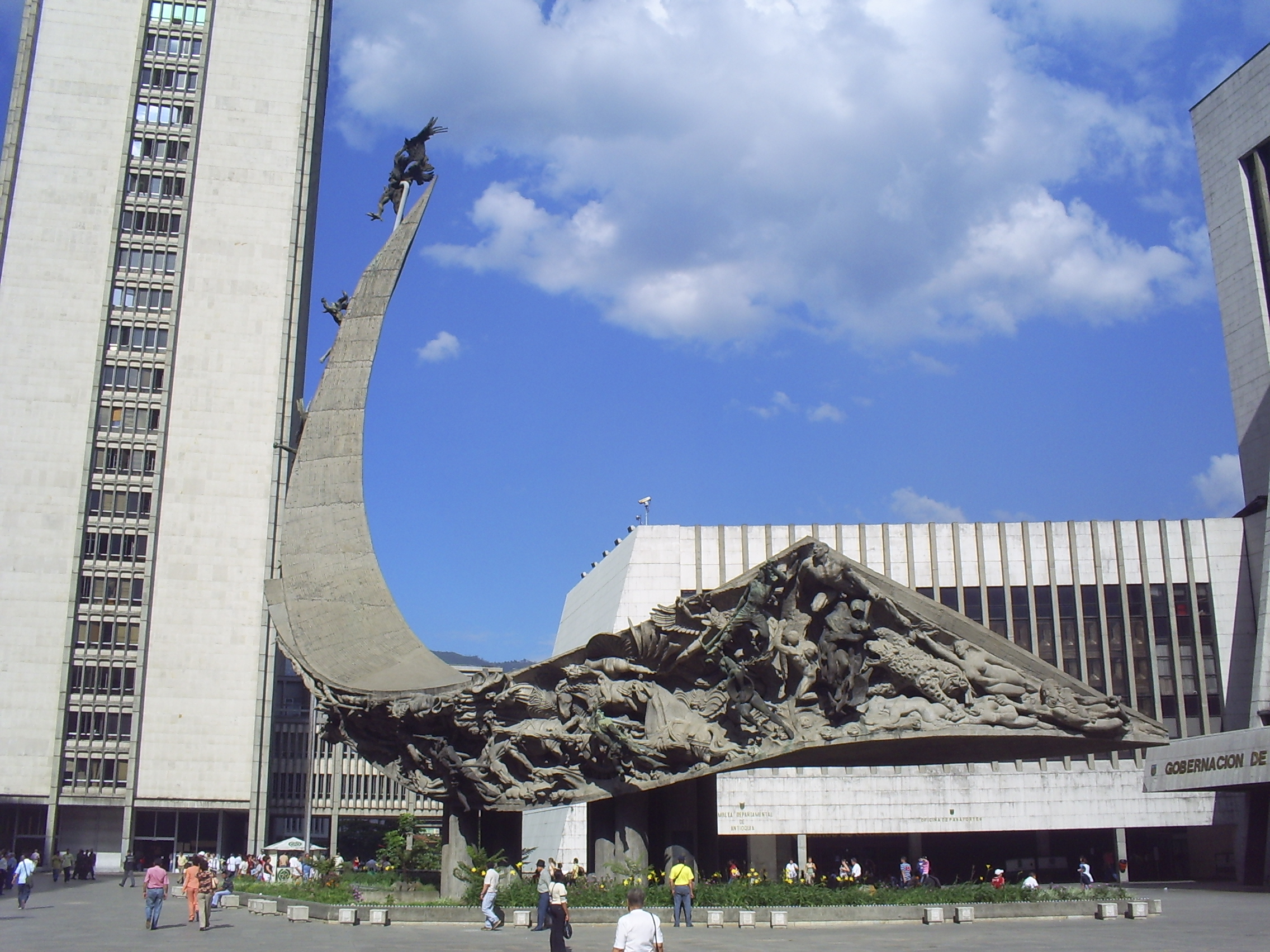
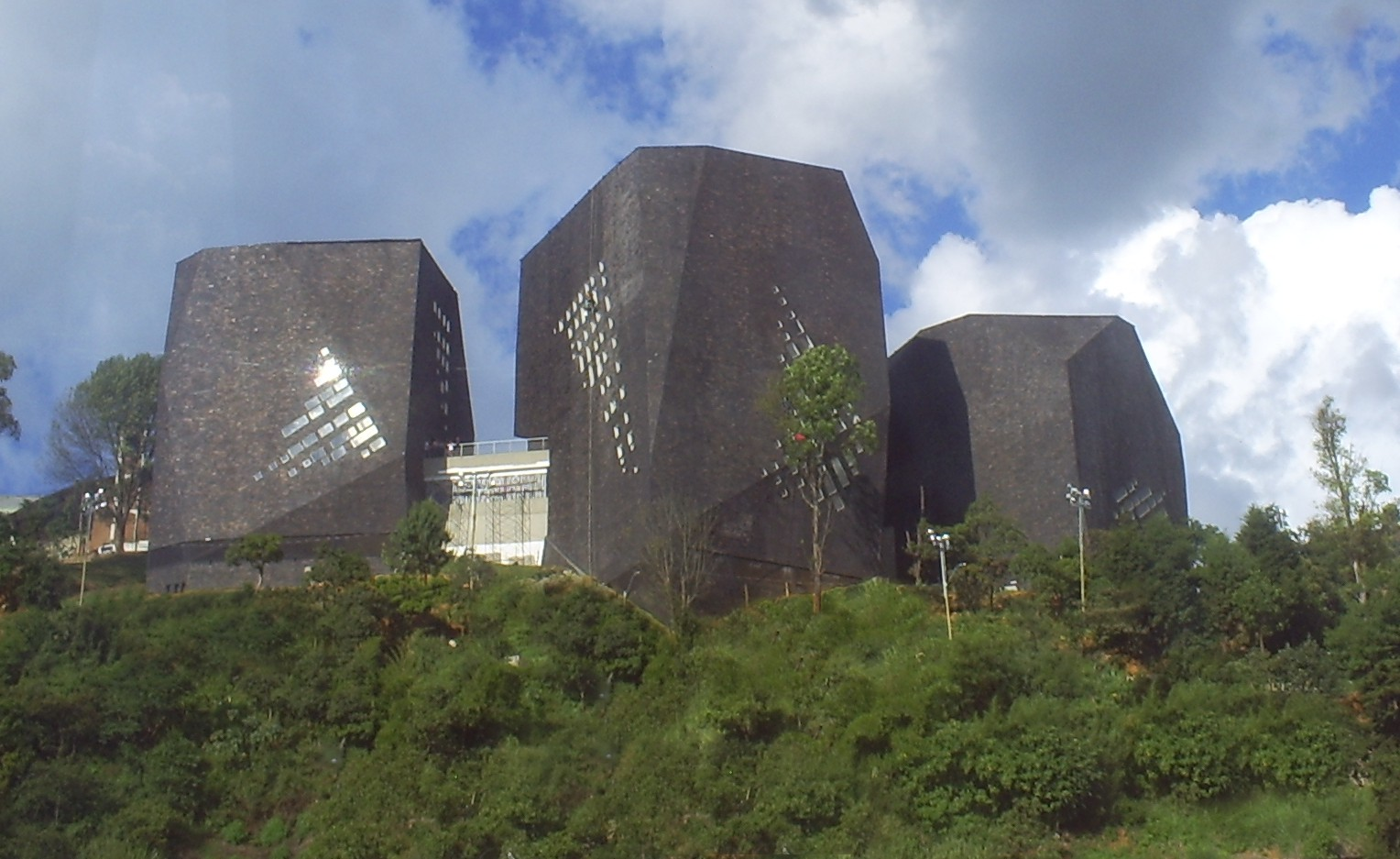
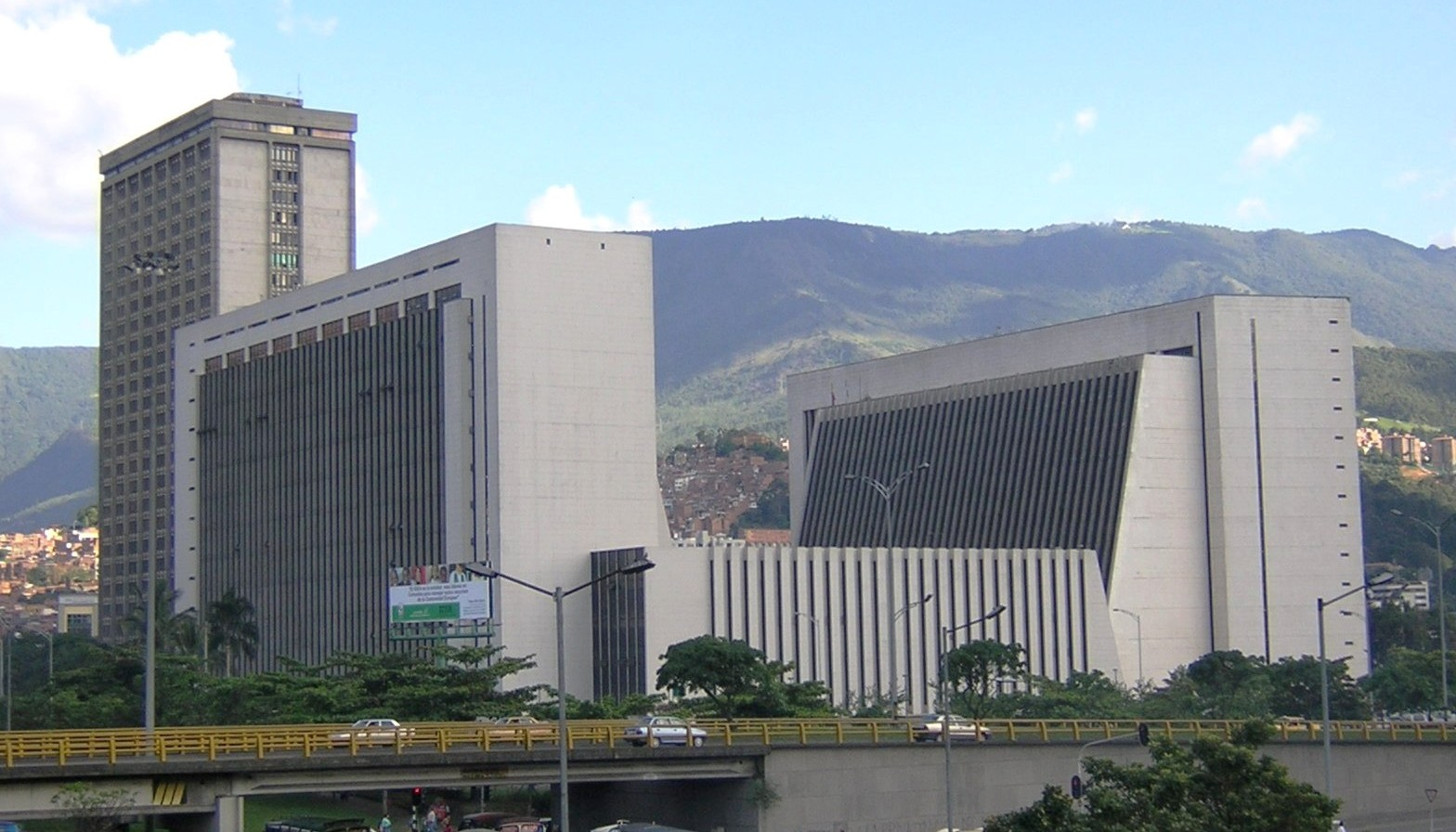
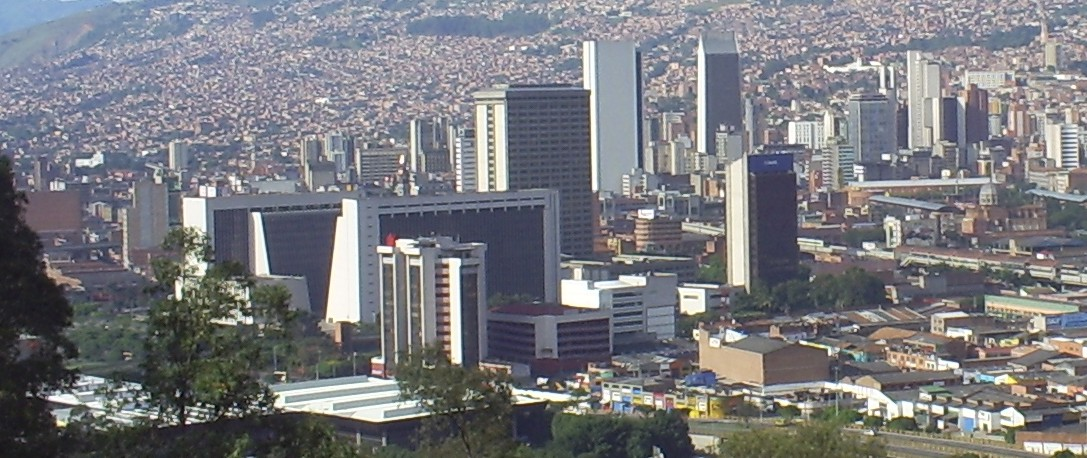
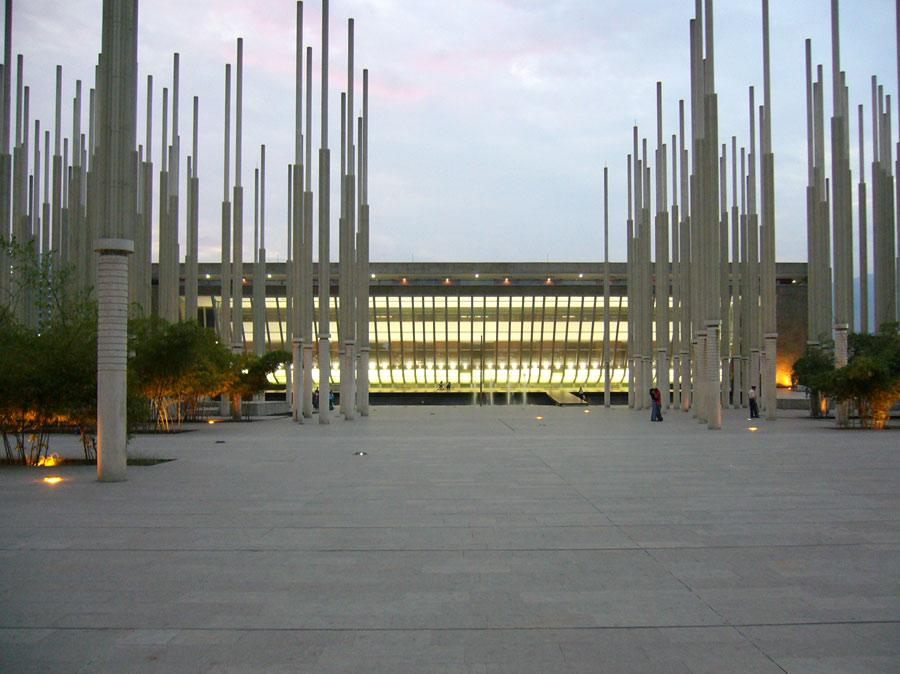
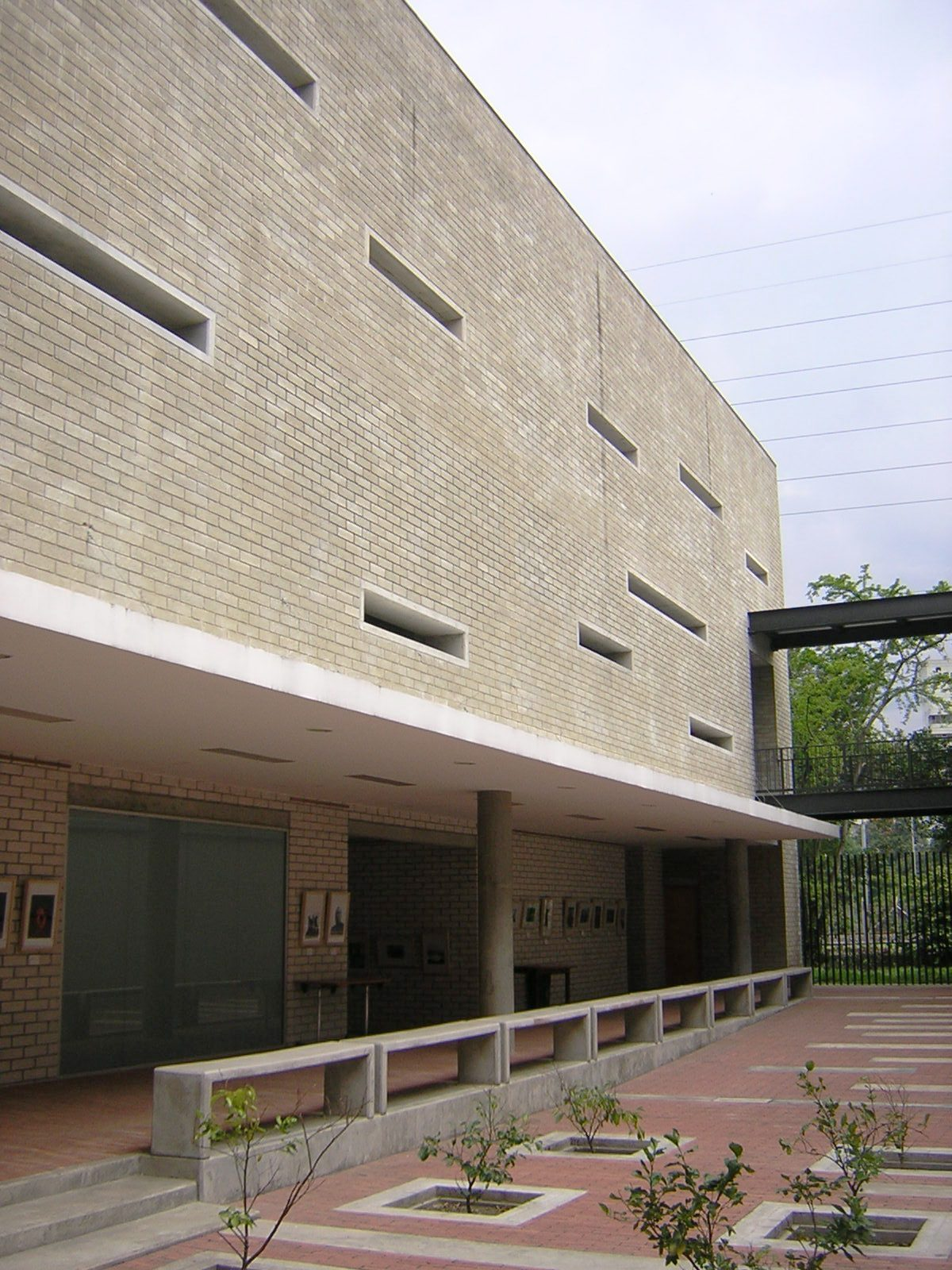
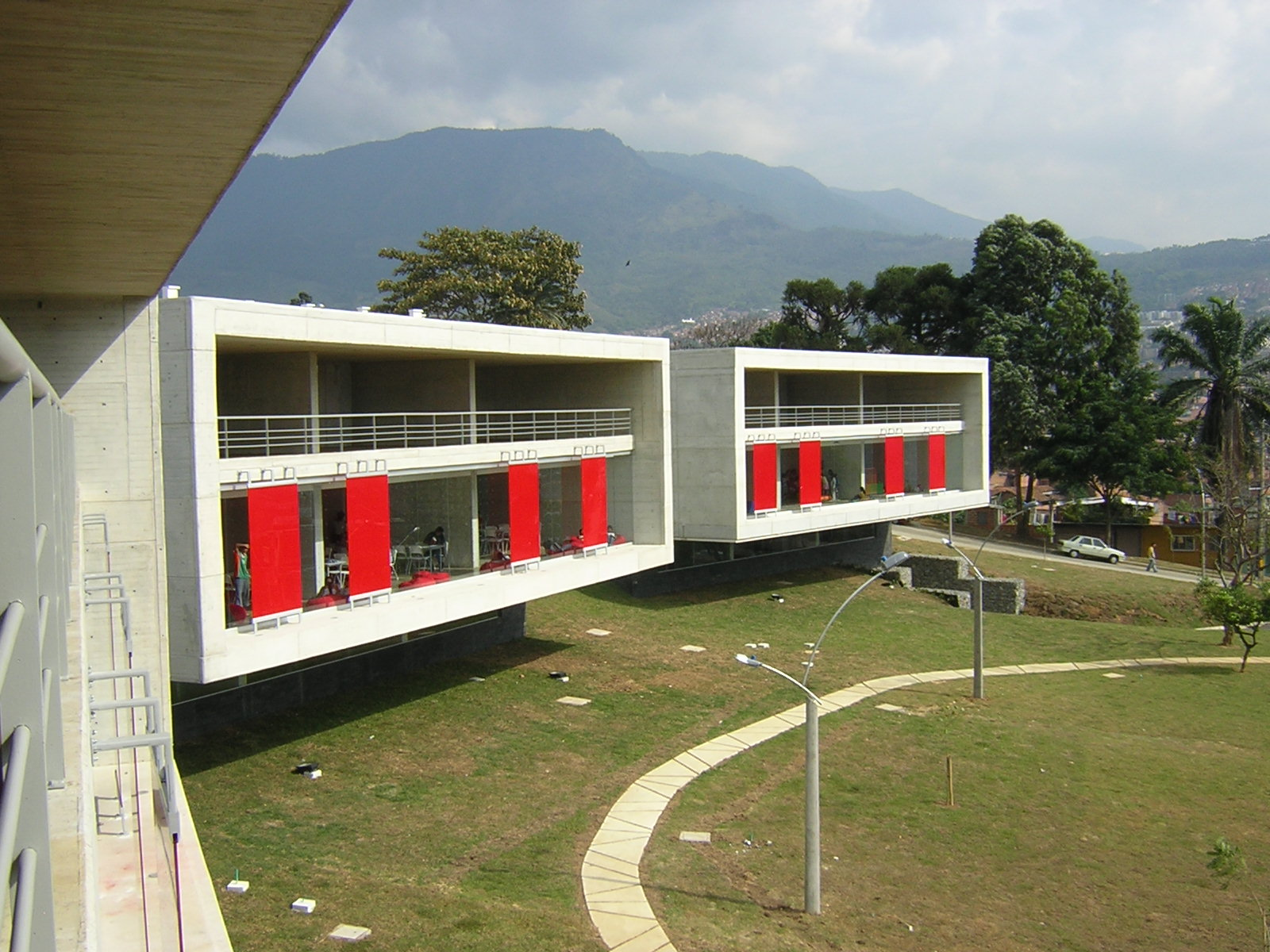
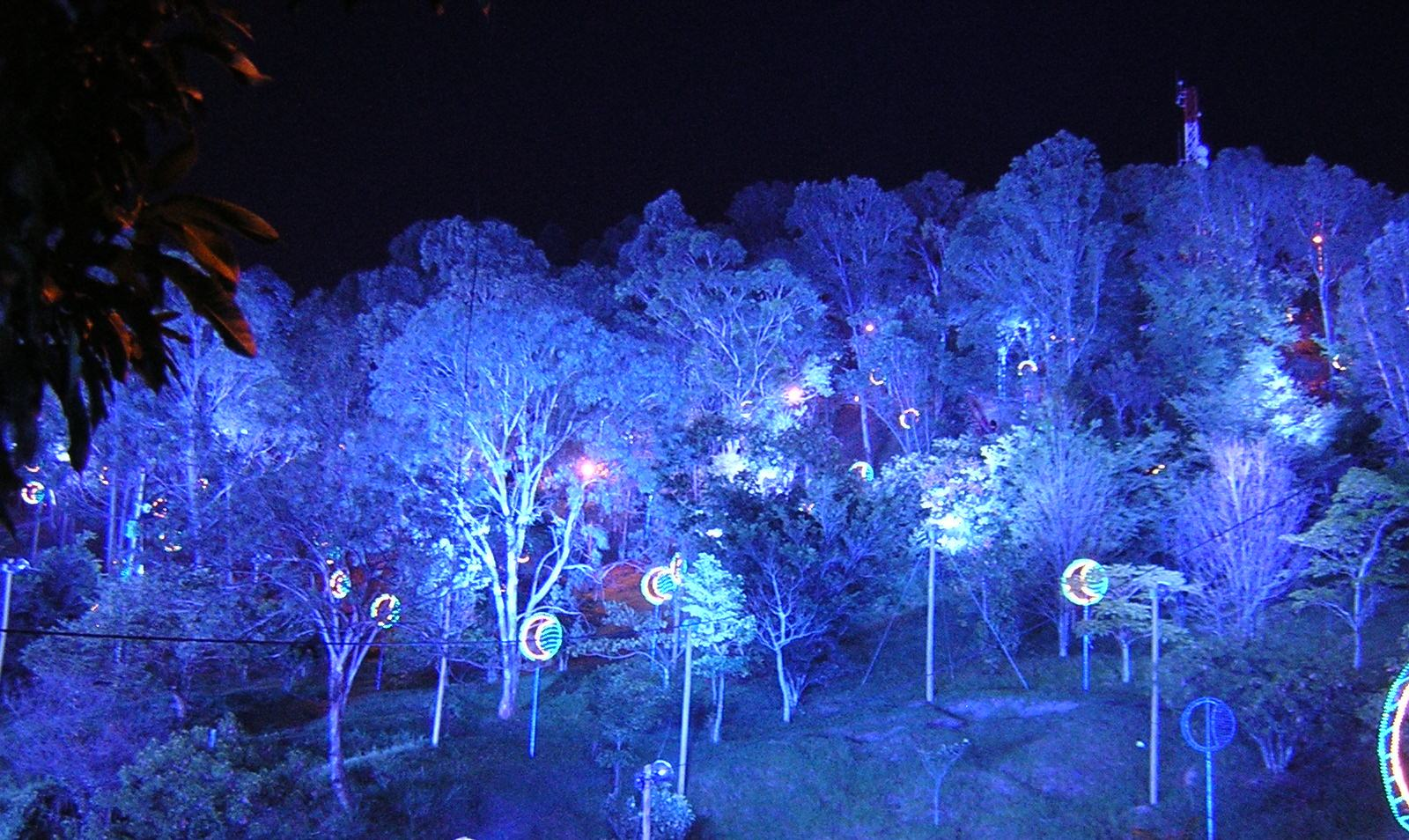
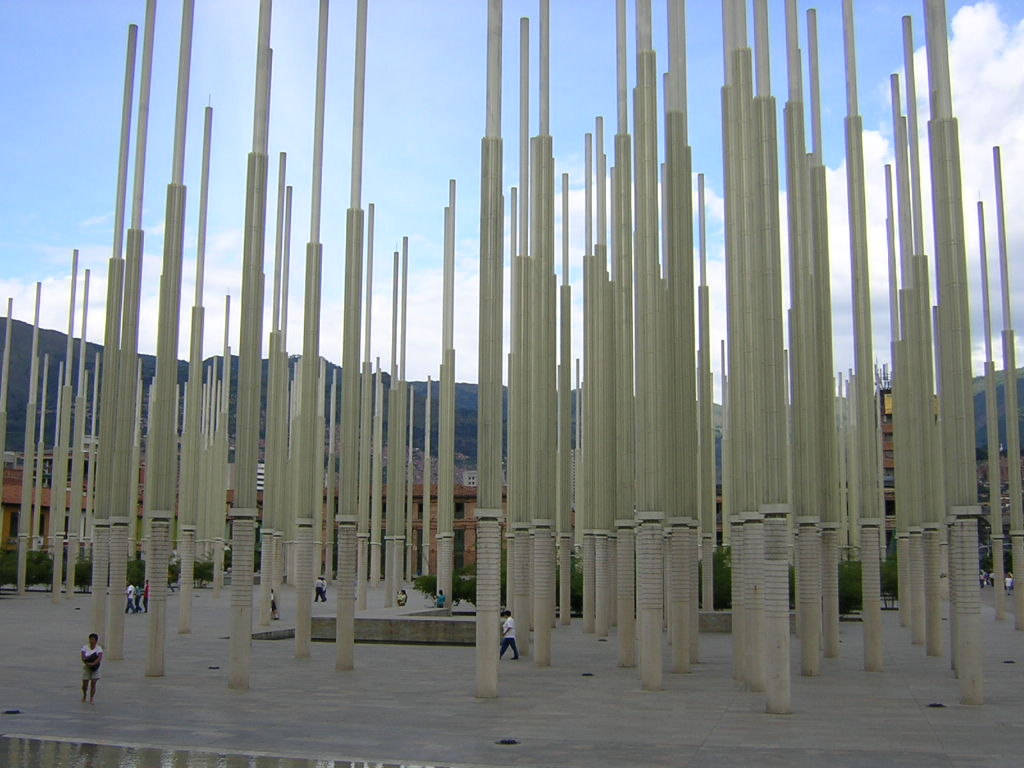
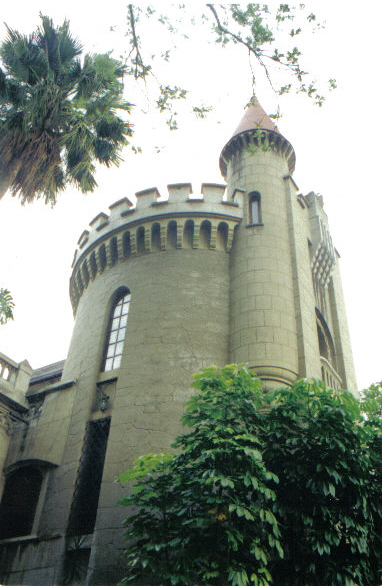
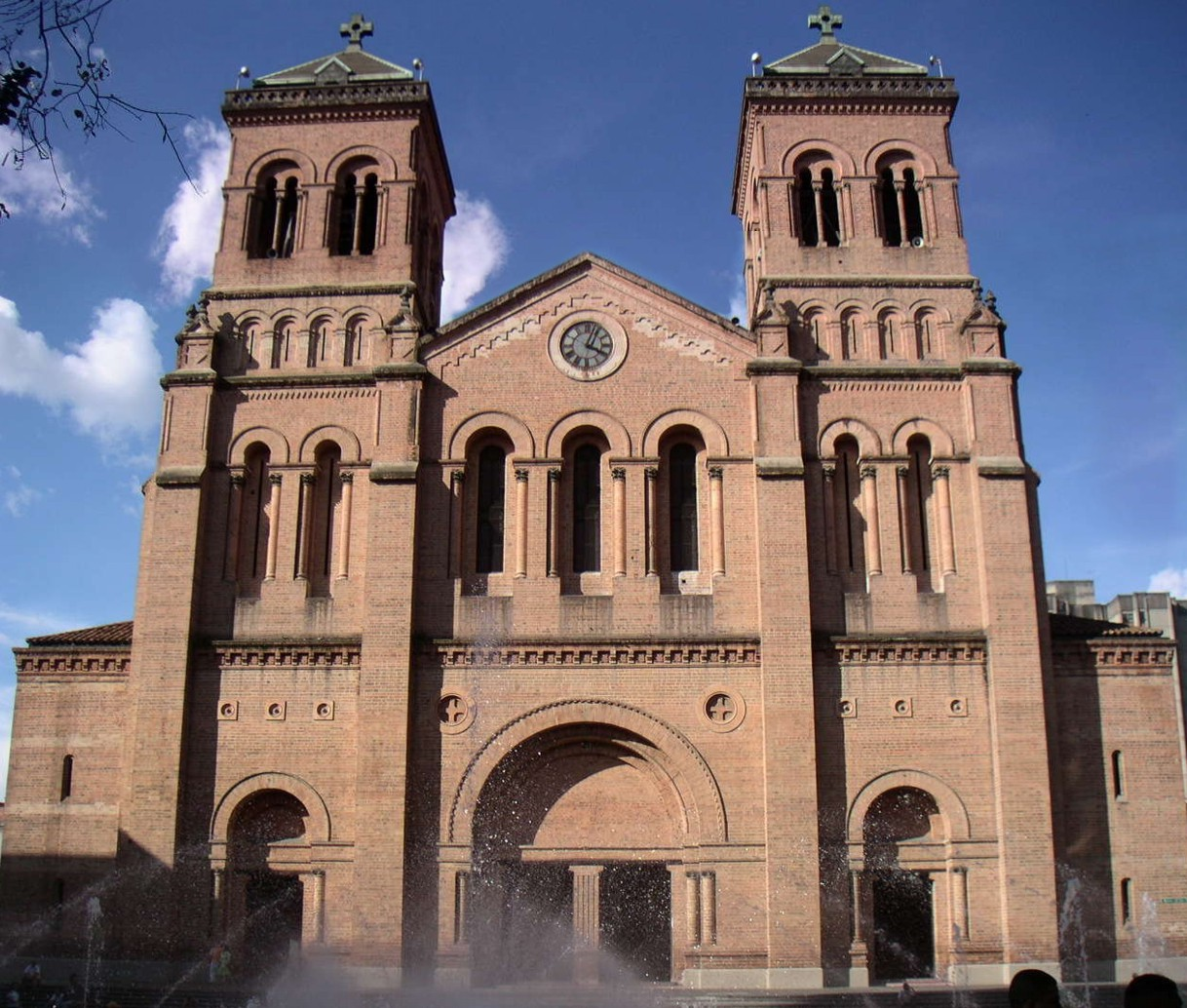
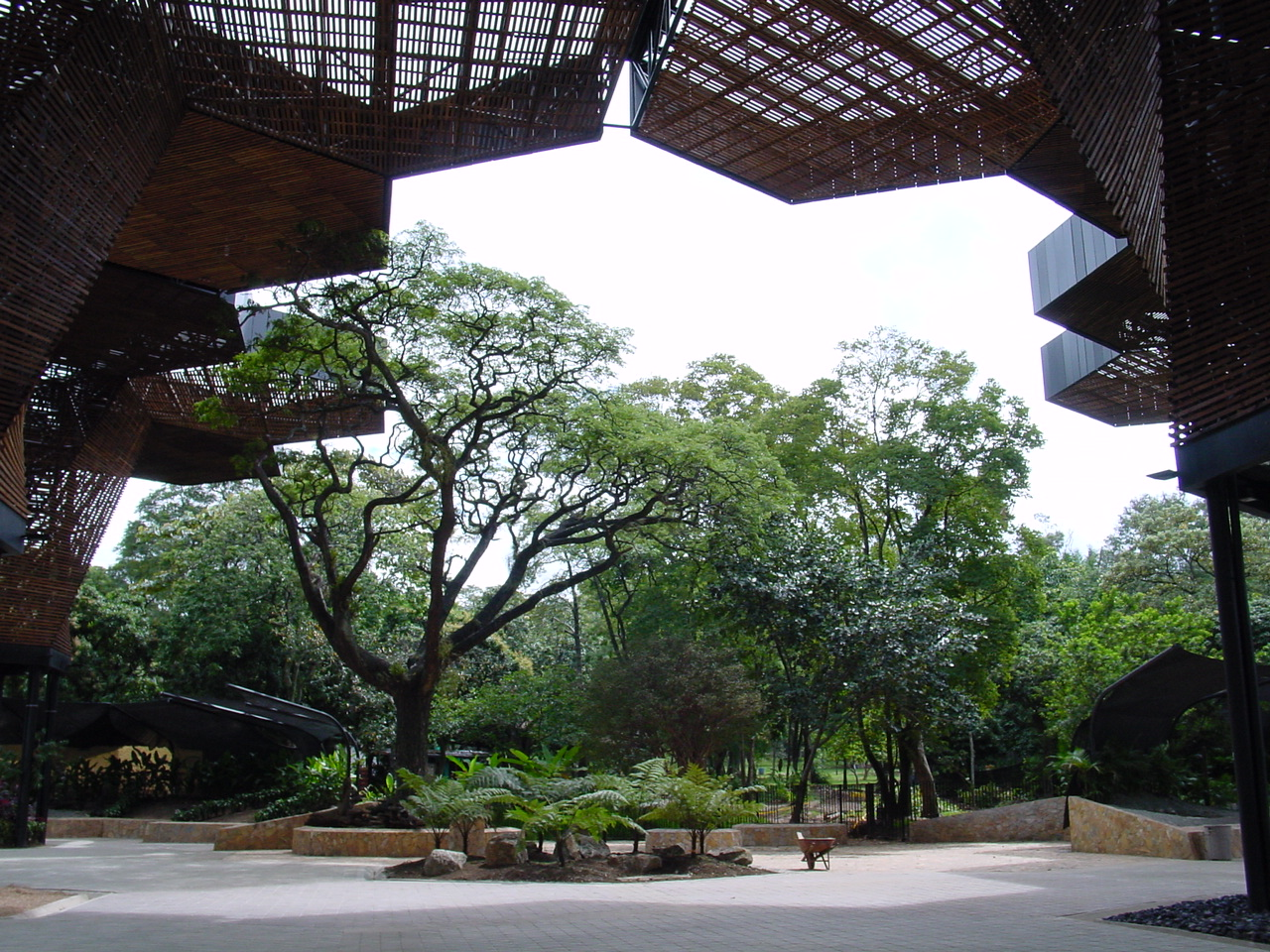
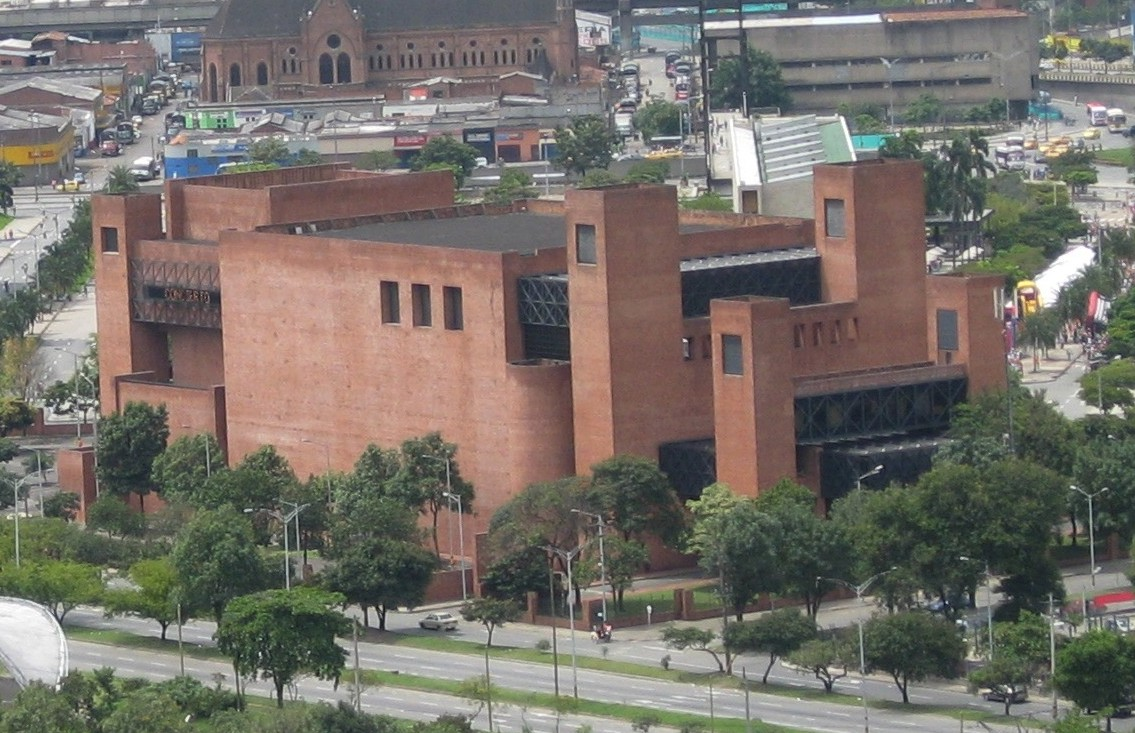
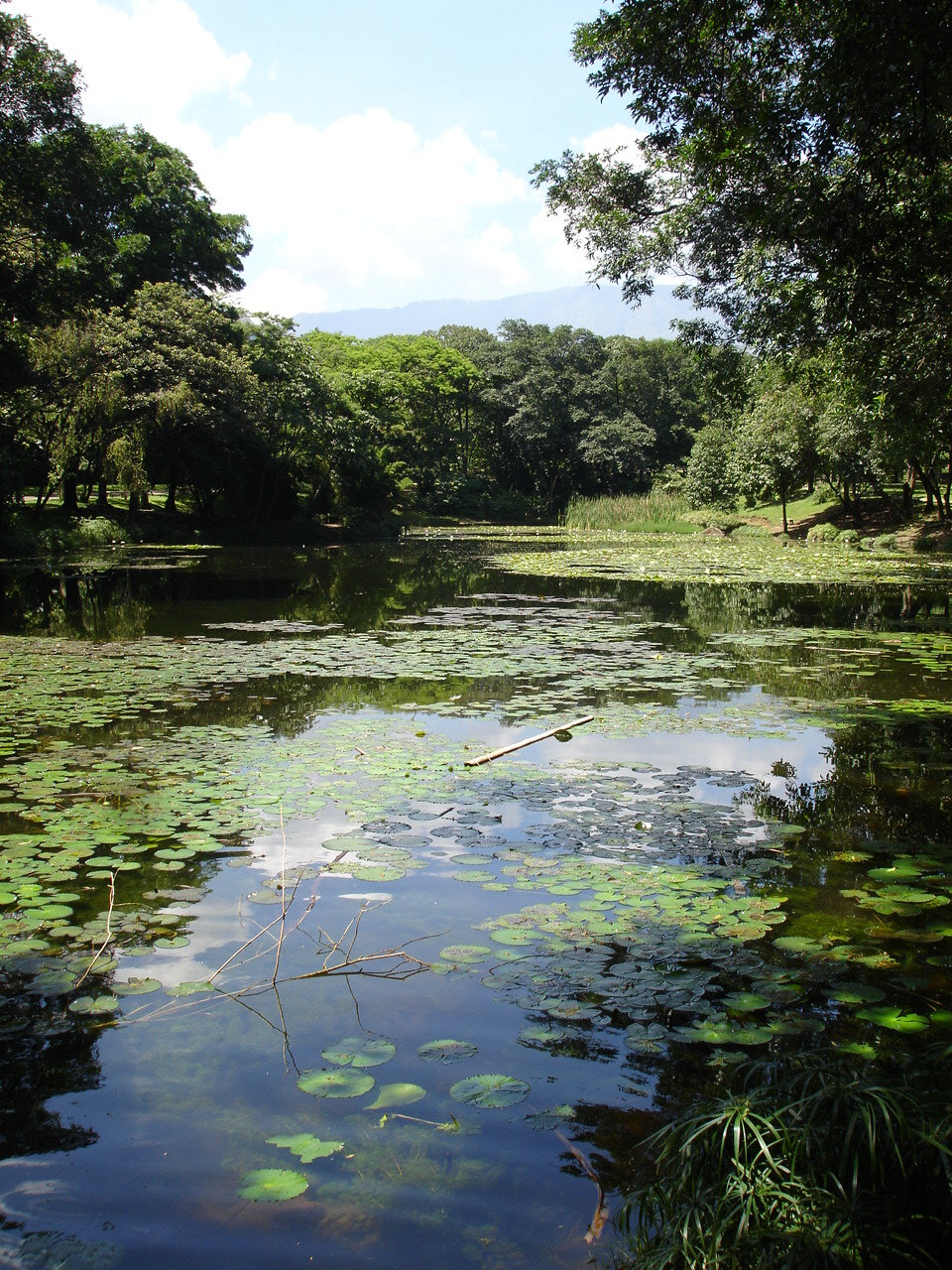
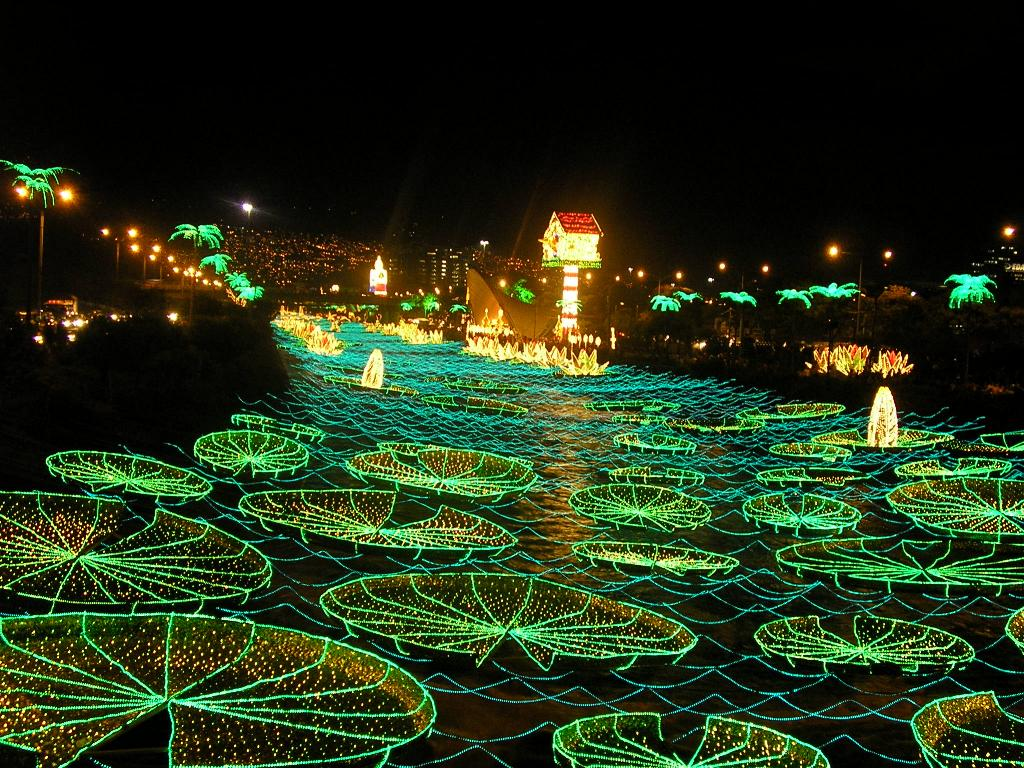